# Sächsischer Landespokal 2024/25
Der Sächsische Landespokal 2024/25 war die 35. Austragung des Sächsischen Landespokals (Sponsorenname: Wernesgrüner Sachsenpokal) der Männer im Amateurfußball. Der Landespokalsieger qualifizierte sich für den DFB-Pokal 2025/26.
Titelverteidiger war die SG Dynamo Dresden.

## Teilnehmende Mannschaften
Für den Sächsischen Landespokal 2024/25 qualifizierten sich alle sächsischen Mannschaften der 3. Liga 2024/25, der Regionalliga Nordost 2024/25, der Oberliga Nordost 2024/25, der Sachsenliga 2024/25, der Sachsenklasse Sachsen 2024/25 und die dreizehn Kreis- bzw. Stadtpokalsieger der Saison 2023/24. Falls ein Kreis- bzw. Stadtpokalsieger in die Sachsenklasse aufgestiegen war und dadurch die Qualifikation auch über die Ligazugehörigkeit erreicht hatte, rückte der unterlegene Finalist nach. War auch dieser in die Sachsenklasse aufgestiegen, rückte der drittplatzierte Verein nach, wobei der jeweilige Kreis- bzw. Stadtverband festlegte, wie dieser ermittelt wurde. Zweite Mannschaften waren von der Teilnahme ausgeschlossen; gewann eine Zweitvertretung einen Kreis- bzw. Stadtpokal, ging das Startrecht auf die erste Mannschaft des betreffenden Vereins über. War diese bereits über ihre Ligazugehörigkeit für den Landespokal oder den DFB-Pokal qualifiziert, rückte der unterlegene Finalist nach.
Die folgende Übersicht listet alle Vereine auf, die sportlich für den Landespokal qualifiziert waren:
| 3. Liga 2024/25 (III) | Regionalliga Nordost 2024/25 (IV) | Oberliga Nordost 2024/25 (V) | Sachsenliga 2024/25 (VI) | Sachsenliga 2024/25 (VI) |
| --- | --- | --- | --- | --- |
| SG Dynamo Dresden FC Erzgebirge Aue | BSG Chemie Leipzig Chemnitzer FC 1. FC Lokomotive Leipzig FSV Zwickau FC Eilenburg VFC Plauen | Bischofswerdaer FV 08 VfB Auerbach SC Freital FSV Budissa Bautzen FC Grimma | FSV Motor Marienberg SG Taucha 99 SG Handwerk Rabenstein SSV Markranstädt FC Oberlausitz Neugersdorf SC Borea Dresden Reichenbacher FC FV Dresden 06 Laubegast | VfB Empor Glauchau VfB Fortuna Chemnitz VfL Pirna-Copitz 07 FC 1910 Lößnitz (Rückzug) 7 ESV Lokomotive Zwickau BSG Stahl Riesa SV Tapfer 06 Leipzig Dresdner SC 1898 |
| Sachsenklasse Sachsen 2024/25 (VII) | Sachsenklasse Sachsen 2024/25 (VII) | Sachsenklasse Sachsen 2024/25 (VII) | Kreispokalsieger 2023/24 | Kreispokalsieger 2023/24 |
| - Staffel Nord: Kickers 94 Markkleeberg Radebeuler BC 08 Radefelder SV 90 ATSV „Frisch Auf“ Wurzen FSV Krostitz Großenhainer FV 90 HFC Colditz Meißner SV 08 Roter Stern Leipzig 99 SV Liebertwolkwitz SV Leipzig-Lindenau 1848 SV Lipsia 93 Eutritzsch SV Naunhof 1920 SV Panitzsch/Borsdorf VfB Zwenkau 02 BSG Chemie Leipzig II (nicht teilnahmeberechtigt) | - Staffel West: SG Motor Wilsdruff BSC Rapid Chemnitz SV Blau-Gelb Mülsen BSC Freiberg FC Stollberg Oberlungwitzer SV SC Syrau 1919 SV Eiche Reichenbrand SV Germania Mittweida SV Merkur 06 Oelsnitz SV Tanne Thalheim VfB Annaberg 09 VfB Auerbach 1906 II (nicht teilnahmeberechtigt) BSV 53 Irfersgrün SSV Fortschritt Lichtenstein SV Barkas Frankenberg | - Staffel Ost: FV Eintracht Niesky SG Dresden Striesen FSV Oderwitz 02 SV Wesenitztal Radeberger SV TSV Rotation Dresden 1990 SG Weixdorf FSV 1990 Neusalza-Spremberg Hoyerswerdaer FC SC Freital II (nicht teilnahmeberechtigt) Heidenauer SV TSV Cossebaude Hartmannsdorfer SV Empor Bischofswerdaer FV 08 II (nicht teilnahmeberechtigt) Post SV Dresden SV Chemie Dohna | - Chemnitz: VTB Chemnitz (IX) 1 - Dresden: SpVgg Dresden-Löbtau 1893 (VIII) - Erzgebirge: ESV Zschorlau (VIII) - Leipzig: SG Olympia 1896 Leipzig (VIII) 2 - Meißen: SG Kreinitz (VIII) - Mittelsachsen: Hainichener FV Blau-Gelb (VIII) 3 - Muldental/Leipziger Land: Roßweiner SV (VIII) - Nordsachsen: SG Zschortau 1920 (VIII) - Oberlausitz: FSV Kemnitz (VIII) - Sächsische Schweiz/Osterzgebirge: TSV Seifersdorf (IX) - Vogtland: VfB Schöneck 1912 (VIII) 4 - Westlausitz: SV 1910 Edelweiß Rammenau (VIII) 5 - Zwickau: SV Waldenburg 1844 (VIII) 6 | - Chemnitz: VTB Chemnitz (IX) 1 - Dresden: SpVgg Dresden-Löbtau 1893 (VIII) - Erzgebirge: ESV Zschorlau (VIII) - Leipzig: SG Olympia 1896 Leipzig (VIII) 2 - Meißen: SG Kreinitz (VIII) - Mittelsachsen: Hainichener FV Blau-Gelb (VIII) 3 - Muldental/Leipziger Land: Roßweiner SV (VIII) - Nordsachsen: SG Zschortau 1920 (VIII) - Oberlausitz: FSV Kemnitz (VIII) - Sächsische Schweiz/Osterzgebirge: TSV Seifersdorf (IX) - Vogtland: VfB Schöneck 1912 (VIII) 4 - Westlausitz: SV 1910 Edelweiß Rammenau (VIII) 5 - Zwickau: SV Waldenburg 1844 (VIII) 6 |

## Modus
Der Sächsische Landespokal wurde im K.-o.-Modus ausgetragen; im Falle eines Unentschiedens nach 90 Minuten folgten Verlängerung und Elfmeterschießen. Die Paarungen wurden vor jeder Runde ausgelost. Heimrecht hatte stets die klassentiefere Mannschaft, sonst entschied die Reihenfolge der Ziehung bei der Auslosung (die Mannschaft mit Heimrecht konnte allerdings zugunsten der anderen Mannschaft auf das Heimrecht verzichten). In der 1. und 2. Hauptrunde konnten die über die Kreispokale qualifizierten Mannschaften nicht gegeneinander spielen. Das Heimrecht im Finale wäre für den Fall einer Paarung aus zwei gleichklassigen Mannschaften separat ausgelost worden.
Die qualifizierten Mannschaften stiegen je nach Ligazugehörigkeit gestaffelt in den Wettbewerb ein: In der 1. Hauptrunde spielten zunächst nur die über die Oberliga, die Sachsenliga, die Sachsenklasse und die Kreispokale qualifizierten Mannschaften, wobei hier 30 Freilose vergeben wurden. Die Regionalligisten waren für die 2. Hauptrunde, die Drittligisten für die 3. Hauptrunde gesetzt.

## 1. Hauptrunde
Am 2. Juli 2024 wurde die 1. Hauptrunde im Wernesgrüner Sachsenpokal ausgelost. Ausgetragen wurde die 1. Hauptrunde am Wochenende 17./18. August 2024.

| Datum      |                                    | Ergebnis                         |                                  |
| ---------- | ---------------------------------- | -------------------------------- | -------------------------------- |
| 16.08.2024 | FV Eintracht Niesky (VII)          | 1:3 (0:1)                        | SC Freital (V)                   |
| 16.08.2024 | SV Chemie Dohna (VII)              | 0:3 (0:2)                        | Heidenauer SV (VII)              |
| 16.08.2024 | SpVgg Dresden-Löbtau 1893 (VIII)   | 2:6 (0:1)                        | Bischofswerdaer FV 08 (V)        |
| 16.08.2024 | ESV Zschorlau (VIII)               | 0:4 (0:1)                        | VfB Auerbach 1906 (V)            |
| 16.08.2024 | Radebeuler BC 08 (VII)             | 1:4 (0:2)                        | FSV Budissa Bautzen (V)          |
| 17.08.2024 | VfB Schöneck 1912 (VIII)           | 1:7 (0:3)                        | SG Handwerk Rabenstein (VI)      |
| 17.08.2024 | FSV Kemnitz (VIII)                 | 2:0 (2:0)                        | SV Wesenitztal (VII)             |
| 17.08.2024 | Roßweiner SV (VIII)                | 0:2 (0:1)                        | FC Grimma (V)                    |
| 17.08.2024 | Kickers 94 Markkleeberg (VII)      | 0:1 (0:0)                        | ATSV „Frisch Auf“ Wurzen (VII)   |
| 17.08.2024 | BSC Freiberg (VII)                 | 3:0 (0:0)                        | VfB Fortuna Chemnitz (VI)        |
| 18.08.2024 | VTB Chemnitz (IX)                  | 2:4 (1:1)                        | BSV 53 Irfersgrün (VII)          |
| 18.08.2024 | Hainichener FV Blau-Gelb (VIII)    | 1:10 (0:4)                       | ESV Lokomotive Zwickau (VI)      |
| 18.08.2024 | SG Zschortau 1920 (VIII)           | 0:3 (0:1)                        | SV Naunhof 1920 (VII)            |
| 18.08.2024 | SV Waldenburg 1844 (VIII)          | 2:2 n. V. (2:2, 0:2) (2:3 i. E.) | SC Syrau 1919 (VII)              |
| 18.08.2024 | SG Olympia 1896 Leipzig (VIII)     | 1:2 (1:1)                        | Großenhainer FV 1990 (VII)       |
| 18.08.2024 | SG Kreinitz (VIII)                 | 1:7 (1:2)                        | SV Panitzsch/Borsdorf 1920 (VII) |
| 18.08.2024 | Roter Stern Leipzig 99 (VII)       | 5:4 (4:2)                        | Meißner SV 08 (VII)              |
| 18.08.2024 | Radefelder SV 90 (VII)             | 1:3 (0:0)                        | SG Taucha 99 (VI)                |
| 18.08.2024 | FSV 1990 Neusalza-Spremberg (VII)  | 1:2 (1:1)                        | SC Borea Dresden (VI)            |
| 18.08.2024 | Oberlungwitzer SV (VII)            | 2:2 n. V. (1:1, 1:0) (4:1 i. E.) | Reichenbacher FC (VI)            |
| 18.08.2024 | SSV Fortschritt Lichtenstein (VII) | 3:4 n. V. (1:1, 0:0)             | FC Stollberg (VII)               |
| 18.08.2024 | SV Eiche Reichenbrand (VII)        | 3:1 (2:1)                        | SV Tanne Thalheim (VII)          |
| 25.08.2024 | SV 1910 Edelweiß Rammenau (VIII)   | 0:4 (0:2)                        | SG Dresden Striesen (VII)        |
| 08.09.2024 | TSV Seifersdorf (IX)               | 0:4 (0:2)                        | SG Weixdorf (VII)                |

Freilose:
- BSG Stahl Riesa (VI)
- SSV Markranstädt (VI)
- SV Tapfer 06 Leipzig (VI)
- Dresdner SC 1898 (VI)
- VfL Pirna-Copitz 07 (VI)
- FC Oberlausitz Neugersdorf (VI)
- FV Dresden 06 Laubegast (VI)
- FSV Motor Marienberg (VI)
- VfB Empor Glauchau (VI)
- FC 1910 Lößnitz (VI) 7
- VfB Zwenkau 02 (VII)
- FSV Krostitz (VII)
- SV Lindenau 1848 (VII)
- SV Germania Mittweida (VII)
- SV Liebertwolkwitz (VII)
- SV Lipsia 93 Eutritzsch (VII)
- HFC Colditz (VII)
- TSV Rotation Dresden 1990 (VII)
- TSV Cossebaude (VII)
- Hoyerswerdaer FC (VII)
- Radeberger SV (VII)
- FSV Oderwitz 02 (VII)
- Post SV Dresden (VII)
- SV Merkur 06 Oelsnitz/V. (VII)
- VfB Annaberg 09 (VII)
- Hartmannsdorfer SV Empor (VII)
- SV Barkas Frankenberg 1984 (VII)
- SV Blau-Gelb Mülsen (VII)
- SG Motor Wilsdruff (VII)
- BSC Rapid Chemnitz (VII)

## 2. Hauptrunde
Am 19. August 2024 wurde die 2. Hauptrunde im Wernesgrüner Sachsenpokal ausgelost. Losfee war Katja Greulich. Ausgetragen wurde die 2. Runde am Wochenende des 7./8. September 2024.

| Datum      |                                  | Ergebnis                         |                                 |
| ---------- | -------------------------------- | -------------------------------- | ------------------------------- |
| 06.09.2024 | SV Eiche Reichenbrand (VII)      | 4:1 (1:0)                        | Bischofswerdaer FV 08 (V)       |
| 06.09.2024 | SG Motor Wilsdruff (VII)         | 1:2 (1:0)                        | VfB Empor Glauchau (VI)         |
| 07.09.2024 | SC Borea Dresden (VI)            | 0:2 (0:1)                        | SSV Markranstädt (VI)           |
| 07.09.2024 | Heidenauer SV (VII)              | 0:2 (0:0)                        | FSV Oderwitz 02 (VII)           |
| 07.09.2024 | SV Barkas Frankenberg 1984 (VII) | 0:9 (0:2)                        | FSV Budissa Bautzen (V)         |
| 07.09.2024 | BSV 53 Irfersgrün (VII)          | 0:6 (0:3)                        | Chemnitzer FC (IV)              |
| 07.09.2024 | Großenhainer FV 1990 (VII)       | 0:2 (0:2)                        | FV Dresden 06 Laubegast (VI)    |
| 07.09.2024 | VfB Annaberg 09 (VII)            | 4:1 (1:0)                        | FC Oberlausitz Neugersdorf (VI) |
| 07.09.2024 | Post SV Dresden (VII)            | 2:4 (2:1)                        | FC Eilenburg (IV)               |
| 07.09.2024 | BSC Freiberg (VII)               | 2:6 (0:3)                        | SG Handwerk Rabenstein (VI)     |
| 07.09.2024 | TSV Cossebaude (VII)             | 0:9 (0:5)                        | SC Freital (V)                  |
| 07.09.2024 | SC Syrau 1919 (VII)              | 1:3 (1:0)                        | BSG Stahl Riesa (VI)            |
| 07.09.2024 | Hartmannsdorfer SV Empor (VII)   | 2:4 (1:2)                        | SV Tapfer 06 Leipzig (VI)       |
| 07.09.2024 | ATSV „Frisch Auf“ Wurzen (VII)   | 1:7 (1:5)                        | FSV Motor Marienberg (VI)       |
| 07.09.2024 | SV Panitzsch/Borsdorf 1920 (VII) | 0:5 (0:3)                        | Dresdner SC 1898 (VI)           |
| 07.09.2024 | SV Lipsia 93 Eutritzsch (VII)    | 3:0 (1:0)                        | Radeberger SV (VII)             |
| 07.09.2024 | SV Liebertwolkwitz (VII)         | 4:4 n. V. (3:3, 1:0) (2:4 i. E.) | SV Germania Mittweida (VII)     |
| 07.09.2024 | BSG Chemie Leipzig (IV)          | 8:1 (5:1)                        | SV Blau-Gelb Mülsen (VII)       |
| 07.09.2024 | VfB Zwenkau 02 (VII)             | 1:2 (1:2)                        | Oberlungwitzer SV (VII)         |
| 07.09.2024 | Hoyerswerdaer FC (VII)           | 4:2 (0:0)                        | SV Lindenau 1848 (VII)          |
| 07.09.2024 | FC Grimma (V)                    | 3:2 (0:2)                        | VFC Plauen (IV)                 |
| 07.09.2024 | TSV Rotation Dresden 1990 (VII)  | 6:0 (3:0)                        | BSC Rapid Chemnitz (VII)        |
| 08.09.2024 | SG Dresden Striesen (VII)        | 0:2 (0:1)                        | FSV Zwickau (IV)                |
| 08.09.2024 | FSV Kemnitz (VIII)               | 4:3 n. V. (3:3, 0:2)             | FSV Krostitz (VII)              |
| 08.09.2024 | FC Stollberg (VII)               | 1:5 (0:1)                        | ESV Lokomotive Zwickau (VI)     |
| 08.09.2024 | HFC Colditz (VII)                | 4:1 (2:1)                        | Roter Stern Leipzig 99 (VII)    |
| 08.09.2024 | SV Merkur 06 Oelsnitz/V. (VII)   | 3:1 (2:0)                        | VfL Pirna-Copitz 07 (VI)        |
| 08.09.2024 | SV Naunhof 1920 (VII)            | 0:7 (0:5)                        | VfB Auerbach 1906 (V)           |
| 08.09.2024 | SG Taucha 99 (VI)                | 1:2 (0:1)                        | 1. FC Lokomotive Leipzig (IV)   |

Freilos:
- SG Weixdorf (VII) 7

## 3. Hauptrunde
Am 10. September 2024 wurde die 3. Hauptrunde im Wernesgrüner Sachsenpokal ausgelost. Losfee war Reiner Spänkuch, mit 89 Jahren der älteste Volunteer in Leipzig bei der zurückliegenden Fußball-Europameisterschaft. Ausgetragen wurde die 3. Runde am Wochenende des 12./13. Oktober 2024.

| Datum      |                                | Ergebnis             |                                 |
| ---------- | ------------------------------ | -------------------- | ------------------------------- |
| 11.10.2024 | SSV Markranstädt (VI)          | 0:1 n. V.            | VfB Auerbach 1906 (V)           |
| 12.10.2024 | SV Germania Mittweida (VII)    | 1:5 (1:3)            | FSV Oderwitz 02 (VII)           |
| 12.10.2024 | SV Lipsia 93 Eutritzsch (VII)  | 3:1 (0:0)            | SG Handwerk Rabenstein (VI)     |
| 12.10.2024 | FSV Motor Marienberg (VI)      | 3:2 (0:2)            | ESV Lokomotive Zwickau (VI)     |
| 12.10.2024 | Hoyerswerdaer FC (VII)         | 1:4 (0:1)            | SV Tapfer 06 Leipzig (VI)       |
| 12.10.2024 | FC Grimma (V)                  | 1:0 (0:0)            | FC Eilenburg (IV)               |
| 12.10.2024 | Chemnitzer FC (IV)             | 3:1 n. V. (1:1, 1:1) | Dynamo Dresden (III)            |
| 12.10.2024 | 1. FC Lokomotive Leipzig (IV)  | 12:0 (5:0)           | TSV Rotation Dresden 1990 (VII) |
| 13.10.2024 | VfB Annaberg 09 (VII)          | 0:2 (0:1)            | FC Erzgebirge Aue (III)         |
| 13.10.2024 | SC Freital (V)                 | 0:3 (0:2)            | FSV Zwickau (IV)                |
| 13.10.2024 | FSV Kemnitz (VIII)             | 0:6 (0:1)            | VfB Empor Glauchau (VI)         |
| 13.10.2024 | SV Eiche Reichenbrand (VII)    | 0:4 (0:1)            | FSV Budissa Bautzen (V)         |
| 13.10.2024 | BSG Chemie Leipzig (IV)        | 3:0 (1:0)            | SG Weixdorf (VII)               |
| 13.10.2024 | Dresdner SC 1898 (VI)          | 3:1 (3:0)            | BSG Stahl Riesa (VI)            |
| 13.10.2024 | Oberlungwitzer SV (VII)        | 1:0 (0:0)            | HFC Colditz (VII)               |
| 13.10.2024 | SV Merkur 06 Oelsnitz/V. (VII) | 1:7 (0:3)            | FV Dresden 06 Laubegast (VI)    |

## Achtelfinale
Am 15. Oktober 2024 wurden die Achtelfinals im Wernesgrüner Sachsenpokal ausgelost. Losfee war Leonie Preußler (SFV-Auswahlspielerin, RB Leipzig). Ausgetragen wurden die Spiele am 16./17. & 20. November 2024.

| Datum      |                               | Ergebnis                         |                               |
| ---------- | ----------------------------- | -------------------------------- | ----------------------------- |
| 15.11.2024 | Dresdner SC 1898 (VI)         | 0:3 (0:1)                        | Chemnitzer FC (IV)            |
| 16.11.2024 | FSV Oderwitz 02 (VII)         | 1:7 (1:3)                        | FC Grimma (V)                 |
| 16.11.2024 | VfB Empor Glauchau (VI)       | 2:1 (2:1)                        | FSV Zwickau (IV)              |
| 16.11.2024 | FSV Budissa Bautzen (V)       | 1:3 (1:1)                        | 1. FC Lokomotive Leipzig (IV) |
| 17.11.2024 | Oberlungwitzer SV (VII)       | 1:3 (1:1)                        | FV Dresden 06 Laubegast (VI)  |
| 17.11.2024 | SV Tapfer 06 Leipzig (VI)     | 0:7 (0:4)                        | FC Erzgebirge Aue (III)       |
| 17.11.2024 | VfB Auerbach 1906 (V)         | 0:2 (0:1)                        | BSG Chemie Leipzig (IV)       |
| 20.11.2024 | SV Lipsia 93 Eutritzsch (VII) | 3:3 n. V. (3:3, 1:3) (4:5 i. E.) | FSV Motor Marienberg (VI)     |

## Viertelfinale
Am 17. November 2024 wurden die Viertelfinals im Wernesgrüner Sachsenpokal ausgelost. Ausgetragen wurden die Spiele am 22./23. März 2025.

| Datum      |                           | Ergebnis             |                               |
| ---------- | ------------------------- | -------------------- | ----------------------------- |
| 22.03.2025 | FSV Motor Marienberg (VI) | 0:7 (0:3)            | FC Grimma (V)                 |
| 22.03.2025 | Chemnitzer FC (IV)        | 0:2 (0:2)            | FC Erzgebirge Aue (III)       |
| 23.03.2025 | VfB Empor Glauchau (VI)   | 3:2 n. V. (2:2, 0:0) | FV Dresden 06 Laubegast (VI)  |
| 23.03.2025 | BSG Chemie Leipzig (IV)   | 1:4 (0:1)            | 1. FC Lokomotive Leipzig (IV) |

## Halbfinale
| Datum      |                    | Ergebnis  |                          |
| ---------- | ------------------ | --------- | ------------------------ |
| 16.04.2025 | FC Grimma          | 0:2 (0:0) | 1. FC Lokomotive Leipzig |
| 17.04.2025 | VfB Empor Glauchau | 0:3 (0:2) | FC Erzgebirge Aue        |

## Finale
| 1. FC Lokomotive Leipzig                                    | 1. FC Lokomotive Leipzig | FC Erzgebirge Aue | FC Erzgebirge Aue |
| ----------------------------------------------------------- | --- | --- | ----------------- |
| 1. FC Lokomotive Leipzig                                    | \| 24. Mai 2024 um 16:30 Uhr in Leipzig (Bruno-Plache-Stadion) \| \| Ergebnis: 0:0 n. V., 6:5 i. E. \| \| Zuschauer: 12154 \| \| Schiedsrichter: Philipp Jacob (SV Wesenitztal) \| \| Spielbericht \| | \| 24. Mai 2024 um 16:30 Uhr in Leipzig (Bruno-Plache-Stadion) \| \| Ergebnis: 0:0 n. V., 6:5 i. E. \| \| Zuschauer: 12154 \| \| Schiedsrichter: Philipp Jacob (SV Wesenitztal) \| \| Spielbericht \| | FC Erzgebirge Aue |
| 1. FC Lokomotive Leipzig                                    | Niclas Müller – Tobias Dombrowa (76. Adrian Kireski), Laurin von Piechowski, Lukas Wilton, Abou Dramane Ballo – Farid Abderrahmane, Pasqual Verkamp (70. Theo Ogbidi), Alexander Siebeck, Dorian Čevis (81. Luc Thomas Elsner), Mingi Kang (105. Zak Paulo Piplica) – Djamal Ziane (70. Stefan Maderer) Cheftrainer: Jochen Seitz | Martin Männel – Anthony Barylla, Erik Majetschak, Niko Vukančić (76. Tim Hoffmann) – Pascal Armando Fallmann, Mirnes Pepić, Jonah Fabisch (114. Paul Seidel), Kilian Jakob (25. Linus Rosenlöcher) – Omar Sarif Sijarić (100. William Kallenbach), Sean-Andreas Seitz (65. Ali Loune), Marvin Stefaniak Cheftrainer: Jens Härtel | FC Erzgebirge Aue |
| 1. FC Lokomotive Leipzig                                    | Elfmeterschießen | | FC Erzgebirge Aue |
| 1. FC Lokomotive Leipzig                                    | 1:1 Farid Abderrahmane 2:2 Stefan Maderer 3:3 Laurin von Piechowski 4:4 Luc Thomas Elsner 5:5 Abou Dramane Ballo 6:5 Adrian Kireski | 0:1 Erik Majetschak 1:2 Mirnes Pepic 2:3 Anthony Barylla 3:4 Pascal Armando Fallmann 4:5 Marvin Stefaniak Tim Hoffmann | FC Erzgebirge Aue |
| 1. FC Lokomotive Leipzig                                    | Elsner (107.) | Hoffmann (113.), Stefaniak (119.) | FC Erzgebirge Aue |
| 24. Mai 2024 um 16:30 Uhr in Leipzig (Bruno-Plache-Stadion) | | |                   |
| Ergebnis: 0:0 n. V., 6:5 i. E.                              | | |                   |
| Zuschauer: 12154                                            | | |                   |
| Schiedsrichter: Philipp Jacob (SV Wesenitztal)              | | |                   |
| Spielbericht                                                | | |                   |